# Natriumdodecylbenzeensulfonaat
Natriumdodecylbenzeensulfonaat of SDS (< Engels: Sodium Dodecylsulfonate) is het natriumzout van dodecylbenzeensulfonzuur.

## Structuur en eigenschappen
Natriumdodecylbenzeensulfonaat is het zout van een sulfonzuur met een benzeenring waarop een alkylgroep met twaalf koolstofatomen (een dodecylgroep) is gesubstitueerd. De alkylgroep is vertakt aan het eerste koolstofatoom. De twee delen van de alkylgroep zijn niet verder vertakt: daarom wordt deze verbinding een lineair alkylbenzeensulfonaat genoemd, om ze te onderscheiden van de alkylbenzeensulfonaten met sterk vertakte alkylgroepen, zoals tetrapropyleenbenzeensulfonaat. Deze werden vroeger gebruikt, maar waren moeilijk biologisch afbreekbaar. Het commercieel verkrijgbare product is een mengsel van isomeren, die van elkaar verschillen in de plaats waarop ze aan de benzeenring zijn verbonden en in de grootte van de vertakkingen van de alkylgroep. Een van de belangrijkste componenten in het isomerenmengsel is natriumdodec-4-ylbenzeensulfonaat.

## Toepassingen
Natriumdodecylbenzeensulfonaat is zoals vele sulfonaten een oppervlakte-actieve stof en wordt in vele reinigingsmiddelen, wasmiddelen en detergenten gebruikt.